# Steve Guerdat
Steve Guerdat (Bassecourt, 10 juni 1982) is een Zwitsers ruiter, die gespecialiseerd is in springen. Guerdat won tijdens de Olympische Zomerspelen 2008 de bronzen medaille in de landenwedstrijd. Tijdens de Olympische Zomerspelen 2012 bleef Guerdat in de finale als enige foutloos over beiden manches en veroverde hiermee de gouden medaille.

## Resultaten
- Olympische Zomerspelen 2004 in Athene 39e springconcours met Olympic Z
- Olympische Zomerspelen 2004 in Athene 5e landenwedstrijd springconcours met Olympic Z
- Olympische Zomerspelen 2008 in Hongkong 10e springconcours met Jalisca Solier
- Olympische Zomerspelen 2008 in Hongkong  landenwedstrijd springconcours met Jalisca Solier
- Wereldruiterspelen 2010 in Lexington 96e in de springconcours met Tresor
- Wereldruiterspelen 2010 in Lexington 13e in de springconcours landenwedstrijd met Tresor
- Olympische Zomerspelen 2012 in Londen  springconcours met Nino des Buissonnets
- Olympische Zomerspelen 2012 in Londen 4e landenwedstrijd springconcours met Nino des Buissonnets
- Wereldruiterspelen 2014 in Normandië 11e in de springconcours met Nino des Buissonnets
- Wereldruiterspelen 2014 in Normandië 11e in de springconcours landenwedstrijd met Nino des Buissonnets
- Olympische Zomerspelen 2016 in Rio de Janeiro 4e springconcours met Nino des Buissonnets
- Olympische Zomerspelen 2016 in Rio de Janeiro 6e landenwedstrijd springconcours met Nino des Buissonnets
- Wereldruiterspelen 2018 in Tryon (North Carolina)  in de springconcours met Bianca
- Wereldruiterspelen 2018 in Tryon (North Carolina) 4e in de springconcours landenwedstrijd met Bianca

1900: Aimé Haegeman ·
1912: Jean Cariou ·
1920: Tommaso Lequio di Assaba ·
1924: Alphonse Gemuseus ·
1928: František Ventura ·
1932: Takeichi Nishi ·
1936: Kurt Hasse ·
1948: Humberto Mariles ·
1952: Pierre Jonquères d'Oriola ·
1956: Hans Günter Winkler ·
1960: Raimondo D'Inzeo ·
1964: Pierre Jonquères d'Oriola ·
1968: William Steinkraus ·
1972: Graziano Mancinelli ·
1976: Alwin Schockemöhle ·
1980: Jan Kowalczyk ·
1984: Joe Fargis ·
1988: Pierre Durand ·
1992: Ludger Beerbaum ·
1996: Ulrich Kirchhoff ·
2000: Jeroen Dubbeldam ·
2004: Rodrigo Pessoa ·
2008: Eric Lamaze ·
2012: Steve Guerdat ·
2016: Nick Skelton ·
2020: Ben Maher ·
2024: Christian Kukuk
- Gemeinsame Normdatei: 113749588X
- Virtual International Authority File: 950150203812703250001